# NGC 1273
NGC 1273 (również PGC 12396) – galaktyka soczewkowata (S0), znajdująca się w gwiazdozbiorze Perseusza. Odkrył ją 14 lutego 1863 roku Heinrich Louis d’Arrest. Galaktyka ta należy do Gromady w Perseuszu.